# Maurice Allais
Pour les articles homonymes, voir Allais.
Maurice Allais, né le 31 mai 1911 à Paris et mort le 9 octobre 2010 à Saint-Cloud, est un économiste et physicien français, lauréat du prix de la Banque de Suède en 1988.
Issu d'un milieu modeste, il sort major de l'École polytechnique et rejoint le Corps des mines. Sa vocation d'économiste naît d'un voyage d'études aux États-Unis pendant la Grande Dépression, où il est frappé par la misère et l'incompréhension des élites face aux événements. Ce besoin de comprendre l'amène à s'intéresser à l'économie comme autodidacte et à écrire À la recherche d'une discipline économique (1943).
Son objectif est alors d'établir une théorie générale qui soit en accord rigoureux avec les données de l'observation, et cet ouvrage sera à l'origine de tous ses travaux suivants. Avec ce critère fondamental de l'expérience, il remet en question les « vérités établies » si elles lui semblent incompatibles avec les données de l'observation, ce qui l'a amené à soutenir des propositions iconoclastes, qui ne seront pas toujours accueillies favorablement.
Jusqu'en 1960, il mène en parallèle des travaux en physique et en économie, et œuvre pour le rapprochement de sciences qu'il estime trop séparées : économie, sociologie, psychologie notamment. Ses travaux mettent au jour de nouveaux concepts en économie, parmi lesquels le paradoxe d'Allais, une théorie générale des surplus distribuables, une théorie des choix aléatoires, les principes de la règle d'or et une théorie de la dynamique monétaire, et en physique, l'effet Allais (qui ne fait pas l'objet d'un consensus de la communauté scientifique).
Titulaire de la chaire d'économie de l'École des mines de Paris pendant quarante ans, il enseigne aussi à l'université, à Genève ou aux États-Unis. Il est aussi directeur de recherche au CNRS pendant trente ans.
Maurice Allais reçoit en 1988 le prix de la Banque de Suède pour « ses contributions pionnières à la théorie des marchés et à l'utilisation efficiente des ressources », qui font notamment référence à ses travaux réalisés comme amateur.
Critique de la mondialisation, se disant à la fois libéral et social, il est favorable au libre-échange uniquement à l'intérieur de groupes d'États homogènes économiquement, et donc opposé à l'ouverture douanière entre pays à fortes disparités de développement.
La crise économique que connaît le monde depuis 2008 et les défis que pose la mondialisation, dont il s'était fait l'augure dans de nombreux ouvrages successifs, font connaître à ses analyses un regain d'intérêt aujourd'hui.

## Biographie
Né à Paris le 31 mai 1911 dans une famille modeste, il est rapidement orphelin de père : son père meurt en captivité en 1915. Il est dès lors élevé par sa mère, commerçante crémière, très attentive à ses études.
Élève brillant, il entre au lycée Lakanal à Sceaux en 1921. Il passe en 1928 la première partie du baccalauréat latin-sciences et en 1929 un double baccalauréat de mathématiques et de philosophie.
Après seulement une année de classe préparatoire mathématiques supérieures à Lakanal, il est admis à l'X en 1930. Cependant, insatisfait de son rang d'entrée, Maurice Allais décide de repasser le concours l'année suivante après l'avoir cette fois préparé au lycée Louis-le-Grand. Finalement, il est reçu 53e à l'École polytechnique (X1931) et il en sort major en 1933, ce qui lui permet de choisir un « grand corps ». Il opte pour le Corps des mines et il est élève de l'École des mines de Paris de 1934 à 1936.
Marqué par les récits de la crise de 1929, il entreprend un voyage d'étude aux États-Unis en 1933, où il est frappé par la misère présente partout dans les rues et par l'incompréhension des universitaires rencontrés, frappés de stupeur face à cet événement.
C'est alors que naît sa vocation d'économiste, du besoin de comprendre et d'apporter une explication, pour éviter la répétition de tels événements.
Il fait son service militaire dans une batterie d’artillerie à Fontainebleau. Il sera mobilisé comme lieutenant et dirigera au front quelques semaines cette unité d'artillerie dans le corps des chasseurs alpins à la frontière italienne, près de Briançon en 1939.
Après sa démobilisation en 1940, il reprend ses fonctions dans le service des mines à Nantes, où il s'intéresse alors en autodidacte à l'économie. Il achète et lit tous les ouvrages d'économie alors disponibles et écrit A la recherche d'une discipline économique en moins de trois ans (1943), dans le but de préparer l'après-guerre et de contribuer à « résoudre le problème de fondamental de toute économie : promouvoir une efficacité économique aussi grande que possible tout en assurant une répartition des revenus qui soit acceptable. ».
Cet ouvrage est à l'origine de tous ses travaux ultérieurs, dont l'objectif sera d'établir une théorie générale en accord rigoureux avec les données de l'observation, avec la préoccupation dominante de la synthèse. Il est de ceux qui souhaitent apporter la rigueur mathématique des sciences dures à la science économique, mais il estimera à la fin de sa vie que les mathématiques « ont pris au fil du temps une place excessive ».
Avec ce critère fondamental de l'expérience, il remet en question les « vérités établies » si elles lui semblent incompatibles avec les données de l'observation, ce qui l'a amené à soutenir des propositions iconoclastes, contrevenant souvent au consensus de l'époque, qui ne seront donc pas toujours accueillies favorablement.
Jusqu'en 1960, il mène en parallèle des travaux en physique et en économie, et œuvre pour le rapprochement de sciences qu'il estime trop séparées : économie, sociologie, psychologie notamment. Ceux-ci mettent au jour de nouveaux concepts parmi lesquels le paradoxe d'Allais, une théorie générale des surplus distribuables, une théorie des choix aléatoires, les principes de la règle d'or et une théorie de la dynamique monétaire, et en physique, l'effet Allais.
Titulaire de la chaire d'économie de l'École des mines de Paris pendant quarante ans, il enseigne aussi à l'université, à Genève ou aux États-Unis. On compte parmi les élèves de ce séminaire d'économétrie aux Mines Marcel Boiteux, Gérard Debreu et Edmond Malinvaud.
En parallèle de ses activités d'enseignement, il est directeur de recherche au CNRS pendant trente ans.
Il reçoit en 1988 le prix Nobel d'économie, pour « ses contributions pionnières à la théorie des marchés et à l'utilisation efficiente des ressources », qui font notamment référence à ses travaux réalisés comme amateur. C'est le deuxième Français à recevoir cette distinction, après son ancien élève Gérard Debreu en 1983. Il explique à l’Académie Royale des Sciences de Suède que sa volonté de comprendre et son regard d’amateur lui ont permis de remettre en question des théories communément acceptées dès lors qu’elles n’étaient rigoureuses d’un point de vue scientifique. C’est ainsi qu’il a pu réaliser des avancées majeures dans de nombreux champs de l’économie, de l’équilibre économique général aux choix aléatoires en passant par la remise en question de la mondialisation et du libre échange et la répartition des ressources.
Il est un critique iconoclaste de la mondialisation, à la fois libéral et protectionniste : il est pour une économie de marché à l'intérieur de groupes d'États économiquement homogènes formant une même zone d'échange mais contre l'ouverture douanière vis-à-vis de pays présentant de fortes disparités économiques (niveau de développement, protection sociale, normes environnementales, etc.).
Maurice Allais dénonce les changes flottants, la déréglementation financière, et la suppression des protections douanières. Il annonce que toutes ces nouveautés provoqueront en Europe le déclin de l'emploi, et dans le monde le risque d'une nouvelle grande dépression. À l'occasion de la crise dite « des pays émergents » en 1998, il annonce dans un article au journal Le Monde : « Ce qui doit arriver arrive ! ».
Cette inspiration à la fois libérale et sociale lui vaut d'être inclassable et parfois incompris. Les défis que posent aujourd'hui la mondialisation et la crise économique que connaît le monde depuis 2008, dont il s'était fait l'augure dans de nombreux ouvrages successifs, ont fait renaître le débat autour de ses analyses et des nombreuses questions sur lesquelles il avait pris des positions marquées.

### Carrière
Sa carrière se compose de  :

#### Ingénieur dans l'administration
- 1937-1943 : ingénieur au service des Mines de Nantes
- 1943-1948 : directeur du Bureau de documentation et de statistique minière

#### Professeur
- 1944-1988 : professeur titulaire de la chaire d'économie à l'École des mines de Paris
- 1947-1968 : professeur d'économie théorique à l'Institut de statistiques de l'université de Paris
- 1958-1959 : Distinguished Visiting Scolar au Centre Thomas Jefferson de l'université de Virginie
- 1967-1970 : professeur à l'Institut des hautes études internationales de Genève
- 1970-1985 : professeur responsable du séminaire d'analyse monétaire Clément-Juglar de l'université de Paris-X

#### Chercheur
- 1946-1980 : directeur de recherche au Centre national de la recherche scientifique[15]
- 1944-1970 : directeur du Groupe de recherches économiques et sociales

#### Associations et comités
- Membre du Comité national du CNRS (1947-1980)
- Membre de la commission de l'énergie du Conseil économique et social (1960-1961)
- Président du Comité d'experts pour l'étude des options de la politique tarifaire dans les transports, Communauté économique européenne (1963-1964)
- Membre de la Société internationale d'économétrie (1949-1980)
- Membre de l'Institut international de statistique (1951-1980)
- Fellow of the New York Academy of Sciences (1956-1970)
- Fellow of the Operations Research Society of America (1958-1970)
- Fellow of Council of the Econometric Society (1960-1965)
- Président de l'Association française de science économique
- Membre honoraire de l'American Economic Association (1976)
- Membre étranger associé de l'US National Academy of Sciences (1989)
- Membre étranger associé de l'Accademia Nationale dei Lincei (1991)
- Membre étranger associé de l'Académie des sciences de Russie (1999)

Il est élu le 25 juin 1990 à l'Académie des sciences morales et politiques dans la section d'économie politique, statistique et finances, au fauteuil de Guillaume Guindey.
Maurice Allais prend sa retraite en 1980 avec le titre d'ingénieur général honoraire au corps national des mines.

#### Mort

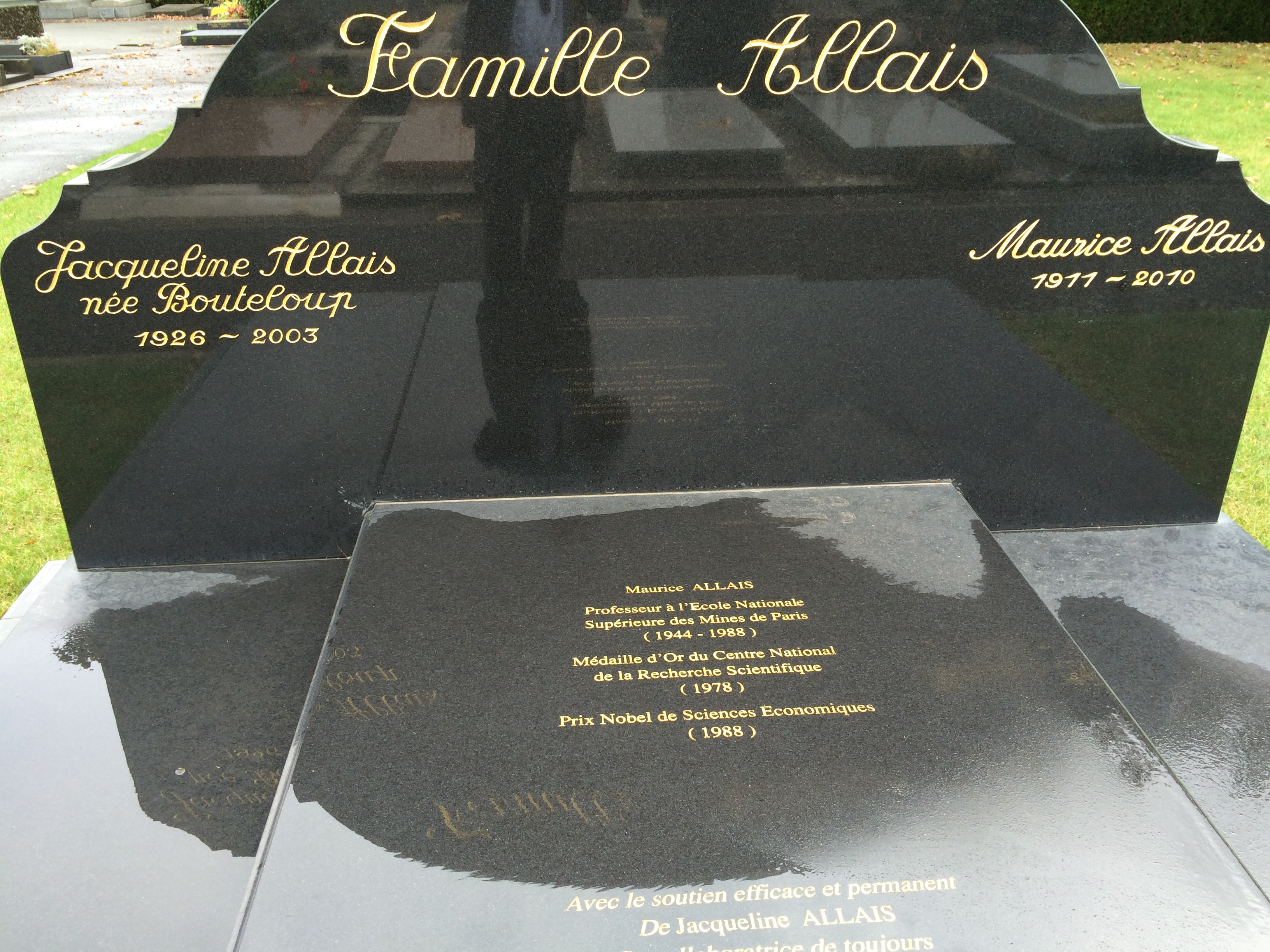
Tombe de Maurice Allais au cimetière de Saint-Cloud.

Il meurt le 9 octobre 2010 à Saint-Cloud (Hauts-de-Seine). Il est inhumé dans le cimetière de la commune.

## Principaux travaux économiques

### Le paradoxe d'Allais
La plus célèbre intervention d'Allais est son paradoxe, mis en évidence à une conférence de l'American Economic Society qui s'est tenue à New York en 1953 et divers articles publiés dans les années 1950. Il met en cause l'axiome d'indépendance forte dans la théorie « d'utilité espérée », axiome élaboré par Leonard Savage dans son maître ouvrage The Foundations of statistics à partir de la formalisation de la notion d'utilité par von Neumann et Morgenstern dans leur livre Theory of Games and Economic Behavior.
La théorie de l’utilité espérée s’appuie sur une série d’axiomes concernant l’attitude d’un individu rationnel ayant à faire des choix en situation risquée. Allais a montré, par l’expérimentation, qu’un de ces axiomes était fréquemment violé par les individus : l’axiome d'indépendance. Cet axiome s’énonce de la façon suivante : « si la loterie A est préférée à la loterie B, alors, quelle que soit la loterie C et quelle que soit la probabilité p, la loterie [A (p) ; C (1-p)] est préférée à la loterie [B (p) ; C (1-p)] ».
[A (p) ; C (1-p)] désigne une méta-loterie dans laquelle on joue la loterie A avec la probabilité p, et la loterie C avec la probabilité (1-p).
Cet axiome semble parfaitement naturel : quoi que pense l’individu de la loterie C, si on lui demande de la « mélanger » soit avec A soit avec B, avec une probabilité identique p dans les deux cas, on doit s’attendre à ce qu’il choisisse celle qu’il préfère, soit, par hypothèse, A. Pourtant, l’expérience montre que la présence d’un gain qui devient très incertain dans l'alternative proposée conduit un grand nombre de personnes à ne pas se conformer à cet axiome. Ce phénomène peut être illustré par l’exemple suivant. Il est demandé aux personnes interrogées, dans un premier temps, de choisir entre les deux loteries A et B suivantes :
A : [10 000 € (100 %)]
B : [15 000 € (90 %) ; 0 € (10 %)]
En règle générale, une majorité de personnes préfèrent la loterie A, qui procure un gain certain, même si l'espérance de la loterie B est supérieure : 13 500 €.
Dans un second temps, il leur est demandé de choisir entre les loteries C et D suivantes :
C : [10 000 € (10 %) ; 0 € (90 %)]
D : [15 000 € (9 %) ; 0 € (91 %)]
En règle générale, les mêmes personnes qui préfèrent A à B préfèrent aussi la loterie D à la loterie C, parce que D procure un gain significativement plus important que C pour une probabilité de non-gain à peine plus forte.
Pourtant, on voit que :
C : [A (10 %) ; Z (90 %)]
D : [B (10 %) ; Z (90 %)]
où Z est la loterie zéro, celle qui dans tous les cas ne rapporte ni ne coûte rien : Z : [0 € (100 %)]
La simultanéité de ces deux choix viole l’axiome d’indépendance, car selon cet axiome, si A est préféré à B, alors C devrait être préféré à D, ce qui n’est pas le cas en pratique.
Allais ne remet pas en cause la théorie de l'utilité comparée dans son ensemble : il démontre néanmoins expérimentalement que lorsque le risque est extrême, le joueur se focalise davantage sur la prime de risque. Les implications du paradoxe d'Allais donneront lieu à de multiples développements en théorie de la décision et en économie comportementale.

### Les travaux sur la dynamique monétaire
La monnaie est au cœur des travaux de recherches économiques de Maurice Allais. Elle traverse toute son œuvre depuis Économie et intérêt publié en 1947 jusqu'aux Fondements de la dynamique monétaire publiés en 1999 avec le soutien du Ministère de la Recherche.
Cependant, si Allais est un mathématicien plus que compétent, il rejette la tendance qu’a l’économie à entrer dans la virtuosité mathématique, aux dépens du réalisme de la théorie. Ainsi, il critique la théorie de Walras, dont la faiblesse réside, selon lui de postuler des marchés parfaits et donc utopiques. Le cœur de la recherche en économie ne consiste donc pas, selon lui, à rechercher un équilibre général au sein des marchés. Au contraire, il faut se concentrer sur le fait que les individus recherchent, la réalisation et la distribution de surplus par et entre les différents agents. Il y a équilibre lorsqu'aucun surplus n’est réalisable par les agents. Cette théorie est dépendante des expectations des agents.
Ainsi, le noyau de ces recherches est la « formulation héréditaire et relativiste de la dynamique monétaire », un jeu d'équations mathématiques, sur le modèle des sciences physiques, permettant, moyennant l'emploi de diverses constantes, de rendre compte de phénomènes complexes. L'approche exige d'une part de constituer des séries chronologiques significatives et d'autre part de vérifier que les équations proposées rendent bien compte des données empiriques. Basée au départ sur trois constantes arbitraires, l'équation de la dynamique monétaire n'en comportera plus que deux lorsque Maurice Allais fera le postulat de l'équivalence entre l'oubli du passé et l'actualisation de l'avenir et vérifiera que les résultats demeuraient conformes à la réalité statistique.
La première formulation de l'équation de la dynamique monétaire a été présentée en 1953 :
T D (t+T)= T D(t) + M(t) - Md(t)
où D, M et Md représentent respectivement la dépense globale, l'encaisse globale détenue et l'encaisse globale désirée. T, le temps de réaction, est considéré comme constant. La formulation sera changée dans le mémoire de Paris de 1955 en considérant que T est une fonction du temps.
Au fur et à mesure de ses recherches, de nouvelles variables sont introduites, comme l'appréciation psychologique de la conjoncture puis la considération du temps psychologique. Maurice Allais développe alors une fonction de la demande de monnaie et une fonction de l'offre de monnaie, qu'il modifie en introduisant la considération du taux d'intérêt psychologique, avec cette assertion novatrice que le taux d'intérêt est égal au taux d'oubli.
Ces thèses proposent une théorie béhavioriste du comportement humain, qui implique des constantes de comportement dans des conditions très différentes. Par exemple, l'étude des hyperinflations fait apparaître les mêmes constantes de comportement dans les cas allemand et soviétique du début des années 1920, malgré l'ampleur des différences de régimes politiques et économiques.
Ces théories où, une mathématique poussée s'attaque à des domaines aussi fragiles que la psychologie et l'oubli, conduisent Maurice Allais à reformuler des aspects importants de la théorie économique, la théorie quantitative de la monnaie, la trappe monétaire de Keynes, la théorie des cycles, le lien entre croissance et inflation.
Sa reformulation du modèle de Walras est la justification de son prix de la Banque de Suède en sciences économiques en mémoire d'Alfred Nobel (dit « prix Nobel »), qui rend hommage, après le couronnement de son élève Gérard Debreu, nommé au même prix quelques années auparavant, à la rigueur mathématique apportée par Maurice Allais à la discipline.
Difficiles d'accès du fait de leur formulation mathématique complexe, dans un milieu d'économistes pendant longtemps peu préparés à ce genre d'outils, non diffusées en langue anglaise, certaines de ses contributions majeures seront finalement connues du monde économique anglo-saxon; mais sans lui être attribuées, parce qu'exposées ou redécouvertes par des économistes de langue anglaise. Par exemple, la règle d'or d'une croissance optimale, présentée par Edmund Phelps et William Baumol, a popularisé des équations de la demande de monnaie fort proches de celles de Maurice Allais. On attribue à Daniel Kahneman et Amos Tversky d'être à l'origine d'une théorie béhavioriste de l'économie qui date, en fait, des premiers travaux de Maurice Allais. L'approche d'Allais fut saluée par Milton Friedman , qui y voit une manière simple de représenter la distinction entre le temps psychologique et le temps chronologique.
Dans leur formulation en langue courante, bien des idées de Maurice Allais heurteront des pratiques couramment admises. Pour Maurice Allais, la clé d'une croissance sans cycle est la stabilité du rapport entre les encaisses désirées et les encaisses réelles. Il faut donc bannir tout ce qui vient troubler ce rapport : l'inflation, la création monétaire débridée et artificielle des banques, la spéculation, les changes flottants etc. Même le prestige du prix Nobel ne lui permettra pas de voir ses idées généralement acceptées.
De plus, en dépit de son appartenance à la société du Mont-Pèlerin, Allais ne peut être pas être considéré comme libéral ou socialiste. En effet, pour Allais, la question de la propriété des bien de production (soit privée, soit publique) n'est pas réellement importante. L'essentiel est les buts poursuivis soient réalisés. Ainsi, les critères pertinents sont l’efficacité de la production et une distribution juste des surplus. Par la même, pour Allais, la planification est une solution crédible pour atteindre l'efficacité et la justice économique.

### Les idées clés contraires au consensus de Washington
Après avoir reçu son prix Nobel, Maurice Allais prit part au débat public sur l'organisation économique mondiale par de nombreux livres et articles. Certaines de ses suggestions ont été à l'encontre de toutes les pratiques qui se sont généralisées avec le flottement généralisé des monnaies, la dérégulation financière et l'abaissement général des frontières économiques dans l'esprit du consensus de Washington.
- L'interdiction de la cotation boursière continue[24] :

Interpellé par la crise boursière de 1987, largement provoquée par des ordres de ventes automatisés par des programmes informatiques, il dénonce la cotation continue comme contraire aux règles économiques qui veut qu'un prix soit d'autant plus significatif qu'il est formé par la rencontre du maximum d'offres et de demandes, et sans autre utilité que de permettre des gains spéculatifs sans cause réelle, au prix d'une volatilité aggravée des marchés financiers. L'accident du 6 mai 2010 à la bourse de New York où un ordre automatique a déclenché un krach technique massif, obligeant les autorités à annuler une séance de cotation, donne une actualité à cette prise de position très tranchée.
- L'indexation généralisée des contrats sur l'inflation[27] :

Maurice Allais considère que l'inflation est contraire à la vérité économique et fausse la bonne allocation des ressources. Afin de forcer la vérité économique des contrats, notamment des prêts, il demande l'indexation généralisée des contrats notamment des intérêts. Cette idée, refusée par le monde de la finance et de la banque va également à l'encontre de toutes les politiques de désindexation menées depuis les grandes crises pétrolières.
- L'interdiction de la transformation bancaire et de la création de monnaie par les banques[28].

Les dépôts faits par les particuliers doivent être effectivement des dépôts, c'est-à-dire un bien appartenant au déposant et dont la banque ne puisse pas disposer à sa guise. Dans ces conditions, le secteur bancaire ne peut plus créer de monnaie de crédit. Les banques ne pourront faire de prêts qu'avec des ressources de durée d'immobilisation comparable à celle des prêts. La création monétaire est réservée à l'État et les gains correspondants viennent en diminution des charges fiscales générales. En contrepartie, l'activité de gestion des paiements des banques devient payante pour les usagers comme n'importe quel service. Toutes les grandes récessions étant provoquées, selon Maurice Allais, par les dérèglements des crédits, on obtiendrait ainsi une croissance plus régulière. Ces idées, déjà développées par Irving Fisher dans la foulée de la crise de 1929, ont été partiellement reprises au Royaume-Uni à la suite du sauvetage très coûteux du système bancaire britannique sous la forme du concept de « banque étroite » de l'économiste anglais John Kay. Mais l'idée dominante reste celle de la « régulation » de la transformation bancaire et de la création de monnaie par les banques, plus que leur interdiction. Les phrases très dures qu'il a écrites sur le sujet comparant les banques à des faussaires lui ont valu l'appui de certains mouvements altermondialistes et le rejet par l'establishment politique et financier.
- L'impôt sur le capital[30] :

Allais, comme d’autres avant lui, distinguait la rente du capital des revenus du travail de ceux qui l’utilisaient. Pour ces économistes un titre de propriété coexiste - sans les remplacer - avec les droits de la société sur la terre et d’autres biens fruits du travail qui a contribué à leur formation. Il proposait que cette rente revienne à la collectivité sous forme d’un impôt forfaitaire, annuel, anonyme et impossible à éluder de 2 % sur le capital physique (terrains, bâtiments, équipements). Les détenteurs du capital étant tenus de payer à la société un loyer pour le droit d’en disposer, les revenus du travail, tant des particuliers que des entreprises pourraient dès lors être exemptés d’impôts. Ce qui paraissait possible, à condition que l’État récupère aussi la totalité des bénéfices de la création de monnaie. Allais contestait la logique d’une taxation des revenus qui frappait plus lourdement les acteurs les plus performants, moins ou pas du tout ceux qui gaspillaient leur capital, et que la collectivité avait intérêt à voir remplacer par des opérateurs plus dynamiques.
- La critique de l'abandon du tarif commun européen :

Bien qu'ayant été un fervent européen[pas clair] à l'époque des grands fondateurs de la CEE, Maurice Allais n'a jamais admis la politique de suppression systématique des barrières douanières qui a été suivie depuis 1974 en Europe. Favorable au libre-échange, il considère néanmoins que lorsque les écarts de niveau de vie et de système de production sont trop grands, il devient contre-productif et qu'il faut mettre des soupapes de sécurité afin d'éviter la perte de l'industrie et de l'agriculture des pays les plus développés. Le libre-échange doit être dosé,,,.
Ces positions contraires à la pratique généralisée des États occidentaux depuis 1974 ont peu à peu mis Maurice Allais dans la position d'un dissident. La crise en cours depuis 2007, la désindustrialisation en Europe et les délocalisations massives ont redonné une certaine actualité à ces positions longtemps contraires à l'esprit du temps.

### La métaphore du voyageur de Calais
Maurice Allais pose la question de savoir « combien coûte un passager monté à Calais dans le train pour Paris ? »
- Un contrôleur estimera que la consommation de ressources supplémentaires n'est pas vraiment chiffrable, et sera tenté de répondre presque rien (coût marginal nul).
- Le chef de train sera plus mesuré : si soixante passagers font comme lui, il faut ajouter une voiture au train. Il sera donc tenté d'imputer 1/60e du coût de la voiture pendant le temps du transport.
- Le chef de ligne ne l'entend pas de cette oreille : on ne peut pas ajouter indéfiniment des voitures à un train, et au bout de 20 voitures il faut doubler celui-ci. Il souhaite donc imputer pour sa part, en plus du 1/60e de voiture précédent, 1/1 200e du prix de la motrice et du salaire de son conducteur.
- Le chef de réseau n'est pas du tout d'accord : on ne peut pas multiplier ainsi les trains sans risque sur une même voie, et à partir de 50 trains par jour il est obligé de doubler la voie. Il ajoute donc pour sa part 1/120 000e du coût de la voie (toujours rapporté au temps du transport).

Maurice Allais montre ainsi que par approximations successives on arrive à ce que doit être le coût minimal du billet pour que la compagnie ferroviaire ne se retrouve jamais dans une impasse. Cet exemple lui est associé sous le nom de métaphore du voyageur de Calais, qui illustre qu'on ne peut jamais vraiment parler du coût d'un bien ou d'un service, mais qu'il est plus exact de parler de coût d'une décision en indiquant à quel niveau on la considère.
Les économistes reconnaissent depuis longtemps le caractère relatif de la notion de coût puisqu'ils disent que le coût n'est jamais qu'un « coût d'opportunité » : la valeur de ce à quoi on renonce au moment d'agir. Le paradoxe est que les économistes mathématiciens ne raisonnent pas en termes d'action mais en termes de situations, de sorte qu'ils ne sont pas les mieux placés pour en tirer les conséquences logiques.
Maurice Allais a notamment compris que le coût dépend des conséquences de la décision ; se pose alors la question de savoir à qui la décision coûterait effectivement quelque chose, pourquoi c'est à lui qu'elle coûterait cela, comment celui qui subira le coût peut s'assurer que ses représentants (le contrôleur pour la SNCF, par exemple) prendront les bonnes décisions…

## Position contre la mondialisation
Sur la première page, il dédie son livre La mondialisation : destruction des emplois et de la croissance (1990), « Ce livre est dédié aux innombrables victimes dans le monde entier de l'idéologie  libre-échangiste , idéologie aussi funeste qu'erronée, et à tous ceux que n'aveugle pas quelque passion partisane ». Allais croit que la théorie de Ricardo n'est valable qu'en régime permanent, mais disparaît lorsque les spécialisations évoluent et que le capital est mobile.
Selon lui, « la mondialisation ne peut qu'apporter partout instabilité, chômage, injustices » et « la mondialisation généralisée n'est ni inévitable, ni nécessaire, ni souhaitable ». Il considère que « le chômage est dû à la délocalisation, elle-même due aux différences salariales excessives » ; « le protectionnisme raisonné entre pays aux revenus très différents, est non seulement justifié mais absolument nécessaire » ; et l'absence de protection détruira toutes les activités de chaque pays aux revenus plus élevés.
Selon lui, la crise et la mondialisation sont liées : « La crise financière et bancaire qui n'est que le symptôme spectaculaire d'une crise économique plus profonde: la déréglementation de la concurrence sur le marché mondial du travail ». « Le chômage actuel est dû à cette libéralisation totale du commerce [...] En tant que tel, il constitue une folie majeure, partant d'une contradiction incroyable. De même qu'attribuer la crise de 1929 à des causes protectionnistes est une contradiction historique. La véritable origine était déjà le développement insouciant du crédit dans les années qui l'ont précédé. »
En 1992, Maurice Allais critique le traité de Maastricht pour son insistance excessive sur le libre-échange. Il a également exprimé des réserves sur la monnaie unique européenne. En 2005, il a exprimé des réserves similaires concernant la Constitution européenne.

## Recherches en physique
Durant sa carrière, Maurice Allais s'est également intéressé à des problèmes de physique, notamment dans le domaine de la gravitation et de la relativité restreinte, ainsi qu'à l'histoire de cette théorie. Il affirme en particulier que l'espace est anisotrope, s'opposant par là à un pilier de la relativité.
Lors de l'éclipse solaire du 30 juin 1954, il a observé une perturbation du déplacement angulaire du plan d'oscillation d'un pendule, plus connu sous la dénomination d'effet Allais.

## Politique
Au cours de sa carrière d'enseignant, Allais a pris diverses positions politiques. En avril 1947, il participe aux côtés notamment des économistes libéraux Friedrich Hayek, Ludwig von Mises et Milton Friedman à la réunion de création de la Société du Mont Pèlerin, près de Vevey, en Suisse. Libéral utilitariste, il a cependant refusé de signer le texte constitutif de la Société à cause, selon lui, de l'importance excessive donnée aux droits de propriété. Dans ses Mémoires, George Stigler écrit que « Maurice Allais pensait que la possession privée de la terre était injustifiée », notamment parce qu'il croyait que les taux d'intérêt allaient tomber à zéro, ce qui donnerait une valeur infinie à la propriété immobilière. Les membres de la Société du Mont Pèlerin souhaitaient lutter contre la montée de l'étatisme et restaurer la liberté des échanges telle qu'elle régnait avant 1914.
De 1947 à 1963, il est membre du Mouvement pour l'union atlantique de l'Américain Clarence Streit, partisan d'une union fédérale démocratique entre l'Europe et les États-Unis, signataire de ses appels internationaux de 1954 et 1962, et secrétaire du comité français de ce mouvement présidé par Firmin Roz, de l'Institut, puis par le général et député Pierre Billotte, de 1951 à 1962.
Il dénonce en mai 1962 dans le journal Combat, puis dans son ouvrage L'Algérie d'Évian, les accords d'Évian de mars 1962, qu'il considère comme un « crime d'État » commis par le général de Gaulle envers les Français et les Algériens pro-français. En 1999, dans la seconde édition de son livre, il présente ces accords comme « l'histoire d'un crime, d'un véritable génocide commis au nom de la France à l'égard de la minorité française et algérienne pro-française » et décrit l'abandon des harkis comme l'« une des plus grandes ignominies, l'une des plus grandes hontes de toute l'Histoire de France ». Cette position lui vaut ensuite une certaine hostilité des milieux intellectuels[réf. nécessaire].
Maurice Allais est d'abord un fédéraliste européen après la guerre, position qu'il explique dans L’Europe Unie, route de la prospérité (1960), préconisant de faire évoluer les pays membres de l'Europe vers l'économie de marché en éliminant les barrières douanières pour permettre la libre circulation des biens, des capitaux et des personnes.  Il évolue ensuite en critiquant les modalités selon lesquelles l'Europe s'est construite sur les fondements du libre échangisme et du laisser faire libéral promu par Bruxelles. Pour Allais, la construction politique aurait dû précéder la construction monétaire, et ne regrouper que des pays au développement économique et social comparable. Il s'oppose ainsi à la libéralisation totale des échanges la rendant responsable dès 1974 du chômage en France en raison de la concurrence avec des pays à bas salaire, facilité par l'ouverture croissante des marchés. Il s'est également exprimé sur l'Europe dans l'ouvrage paru en décembre 1995 L'Europe en crise. Que faire ?
Dans Combats pour l'Europe 1992 - 1994), Maurice Allais dénonce en 2005 la politique de libre-échange, qu'il appelle « le libre-échangisme mondialiste », approuvée par l'« Organisation de Bruxelles », en faisant apparaître sur les statistiques du chômage, du taux de croissance et du PIB par habitant, une nette cassure à partir de l'année 1974 au regard de l'évolution observée de 1950 à 1974. Cette politique en faveur du libre-échange est d'après lui — en l'absence de préférence communautaire — la cause de l'accroissement du chômage en France et plus généralement en Europe. Cette thèse est développée dans un ouvrage publié en juin 2007 : La Mondialisation, la destruction des emplois et de la croissance.
En 2009, dans une lettre adressée à Jacques Cheminade, Maurice Allais déclare s'associer à « l’appel de l’Institut Schiller et de M. Lyndon LaRouche en vue du sauvetage de l’économie mondiale ». Il dénonce ce qu'il appelle « l'aveuglement de la logique néolibérale et de la libéralisation totale du commerce international » en plaidant pour un « protectionnisme éclairé ». Son engagement politique contre la mondialisation et pour le protectionnisme lui vaudra de perdre sa visibilité médiatique, et malgré son prix de la Banque de Suède en économie très peu de journaux ont publié des entretiens de Maurice Allais depuis 1988 : L'Humanité, Fakir, Marianne.

## Distinctions

### Décorations
- Grand-croix de la Légion d'honneur (2010)[49]
- Grand-croix de l'ordre national du Mérite
- Officier de l'ordre des Palmes académiques (1949)
- Grande médaille vermeil de la ville de Paris (1989)
- Grande médaille d'or de la ville de Nice (1989)
- Grande médaille d'or de la ville de Nancy (1990)

### Prix et distinctions académiques

#### Économie
- Prix de la Banque de Suède (1988)
- Médaille d'or du CNRS (1978)[50]
- Membre de l'Institut - Académie des sciences morales et politiques (1990)
- Prix Laplace et prix Rivot de l'Académie des Sciences pour son rang de sortie (no 1) de l'École polytechnique (1933)
- Prix Charles Dupin de l'Académie des Sciences Morales et Politiques (1954)
- Lanchester Prize of the Johns Hopkins University and the Operations Research Society of America (1958)
- Prix Joseph Dutens de l'Académie des Sciences Morales et Politiques (1959)
- Prix Robert Blanché de l'Académie des Sciences Morales et Politiques (1983)
- Prix Zerilli-Marimo de l'Académie des Sciences Morales et Politiques (1984)
- Prix spécial du jury, à l'occasion de la création du prix Dupuit-de-Lesseps (1987)

- Docteur honoris causa de l'université de Groningue (1964), de l'université de Mons (1992), de The American University of Paris (1992), de l'université de Lisbonne (1993)
- Diplôme d'honneur de l'École des hautes études commerciales de Paris (HEC), 1993
- Médaille d'or de la Société d'encouragement pour l'industrie nationale (1970)
- Médaille d'or de l'université de Paris-X Nanterre (1989)
- Médaille d'or de l'Étoile civique (1990)

#### Physique
- Prix Galabert de la Société française d'astronautique (1959)
- Laureate of the Gravity Research Foundation, États-Unis (1959)

### Hommages
- La salle de conférence du lycée Lakanal a été baptisée Salle Maurice Allais.
- À l'occasion du 100e anniversaire de sa naissance, l'École des Mines a organisé une journée à la mémoire de Maurice Allais[51].
- Une fondation est consacrée à l'œuvre de Maurice Allais[52].
- Lors de ses obsèques en l'Église Saint-Louis-des-Invalides, son cercueil a été tenu par une délégation d'élèves de l'École Polytechnique à la sortie de l'Église[réf. nécessaire].
- Un hommage lui a été rendu lors d'une conférence sur ses travaux le 30 janvier 2014 à l'université Paris X en présence de sa fille Christine Allais, et le plus grand amphithéâtre du bâtiment d'économie porte depuis son nom[53].

## Œuvres
La majorité des livres de Maurice Allais sont éditées par les éditions Clément Juglar.
Listes et articles :
- À la recherche d'une discipline économique (1943).
- Économie pure et rendement social (1945).
- Abondance ou misère (1946).
- Économie et intérêt, (1947).
- La Gestion des houillères nationalisées et la théorie économique (1949).
- Maurice Allais, « Le Comportement de l’homme rationnel devant le risque : critique des postulats et axiomes de l’école américaine », Econometrica, vol. 21,‎ 1953, p. 503-546.
- Les Fondements comptables de la macro-économique (1954).
- L'Europe unie, route de la prospérité (1959).
- Le Tiers monde au carrefour (1961).
- L'Algérie d'Évian, Les Éditions de l'Esprit nouveau, 1962[54].
- The Role of Capital in Economic Development (Rôle du capital dans le développement économique) (1963).
- Reformulation de la théorie quantitative de la monnaie (1965).
- Growth Without Inflation (Croissance sans inflation) (1967).
- La Libéralisation des relations économiques internationales - Accords commerciaux ou intégration économique (1970).
- L'Inflation française et la croissance - Mythologies et réalité (1974).
- L'Impôt sur le capital et la réforme monétaire (1977).
- La Théorie générale des surplus, Presses Universitaires de Grenoble, (1978)  (ISBN 9782706103278).
- Les Conditions monétaires d'une économie de marchés (1987).
- « Les Lignes directrices de mon œuvre, Conférence Nobel prononcée devant l'Académie royale des Sciences de Suède »(Archive.org • Wikiwix • Archive.is • Google • Que faire ?), 1988.
- Autoportrait (1989).
- Maurice Allais, Pour l'indexation : condition majeure d'efficacité, équité et d'honnêteté, Paris, Clément Juglar, 1990, 183 p. (ISBN 2-908735-01-6).
- Les Bouleversements à l’Est. Que faire? (1990).
- La Théorie générale des surplus et l'économie de marchés (1990 - trois mémoires de 1967, 1971, 1988).
- Contributions à la théorie générale de l'efficacité maximale et des surplus (1990 - quatre mémoires de 1964, 1965, 1973 et 1975).
- Maurice Allais, Pour la réforme de la fiscalité : repenser les vérités établies, Paris, Clément Juglar, 1990, 131 p. (ISBN 2-908735-00-8) (1990).
- Erreurs et impasses de la construction européenne (1992).
- Maurice Allais, Combats pour l'Europe : 1992-1994, Paris, Clément Juglar, 1994, 529 p. (ISBN 978-2-908735-07-9).
- Maurice Allais, Traité d'économie pure, Paris, Clément Juglar éditions juridiques et économiques, 1994 (ISBN 978-2-908735-06-2).
- Maurice Allais, L'Anisotropie de l'espace : la nécessaire révision de certains postulats des théories contemporaines, Paris, Clément Juglar éditions juridiques et économiques, 1997, 757 p. (ISBN 978-2-908735-09-3).
- Maurice Allais, La crise mondiale d'aujourd'hui : pour de profondes réformes des institutions financières et monétaires, Paris, C. Juglar, 10 juin 1999, 237 p. (ISBN 978-2-908735-11-6).
- Maurice Allais, La mondialisation : la destruction des emplois et de la croissance : l'évidence empirique, Paris, C. Juglar, 1999, 647 p. (ISBN 2-908735-12-1 et 978-2-908735-12-3).
- Maurice Allais, La passion de la recherche : autoportraits d'un autodidacte, Paris, C. Juglar, 2001, 487 p. (ISBN 2-908735-14-8).
- Maurice Allais, Fondements de la dynamique monétaire, Paris, C. Juglar, 2001, 1302 p. (ISBN 978-2-908735-13-0).
- Maurice Allais, Nouveaux combats pour l'Europe : 1995-2002, un aveuglement suicidaire : pour une autre Europe, Paris, Clément Juglar, 1er septembre 2002, 502 p. (ISBN 978-2-908735-16-1).
- Maurice Allais, L'effondrement de la théorie de la relativité : implication irréfragable des données de l'expérience, Paris, Clément Juglar, décembre 2004, 292 p. (ISBN 978-2-908735-18-5).
- Maurice Allais, L'Europe en crise, que faire ? : réponses à quelques questions, pour une autre Europe, Paris, Clément Juglar, 2005, 181 p. (ISBN 978-2-908735-22-2).
- L'Europe en crise. Que faire? (2005).
- Maurice Allais, Albert Einstein : un extraordinaire paradoxe, Paris, Clément Juglar, coll. « Contributions de Maurice Allais à la physique expérimentale et théorique », 1er janvier 2005, 89 p. (ISBN 978-2-908735-20-8).
- Maurice Allais, De très remarquables régularités dans les distributions des planètes et des satellites des planètes, Paris, Clément Juglar, 1er juillet 2005, 175 p. (ISBN 978-2-908735-21-5).
- Maurice Allais, Sur l'interprétation des observations interférométriques de Michelson les données de l'expérience, aucun vent d'éther de 30 km/sec mais un vent d'éther de 8 km/sec, une extraordinaire vérification, Paris, C. Juglar, 2005, 85 p. (ISBN 978-2-908735-19-2).
- Lettre aux Français - contre les tabous indiscutés (Marianne no 659, 5 décembre 2009).

#### Biographies
- Henry Aujard, Un savant méconnu : portraits d'un autodidacte : sur l'œuvre de Maurice Allais, Prix Nobel de sciences économiques. Paris : C. Juglar, 2002.  (ISBN 9782908735154)
- Bertrand Munier, L'œuvre d'économiste de Maurice Allais : achèvements théoriques et germes de renouveau Aix-en-Provence : Université de droit d'économie et des Sciences d'Aix-Marseille, Faculté d'économie appliquée, 1984. (OCLC 77460483)

#### Articles
- Jacques Lesourne, « Le prix Nobel d'économie La rigueur de Maurice Allais », Le Monde,‎ 20 octobre 1988 (lire en ligne)
- Gilles Dostaler, « Maurice Allais, précurseur méconnu et libéral hétérodoxe », Alternatives économiques,‎ 1er novembre 2006 (lire en ligne)

#### Analyses
- Jean-Michel Grandmont, « Rapport sur les travaux scientifiques de Maurice Allais », Annales d'Économie et de Statistique, 14, p. 25-38, 1989, lire en ligne.